# Palau
Palau, după numele său oficial Republica Palau, este o țară insulară aflată în Oceanul Pacific, la 800 km est de Filipine. Câștigându-și independența în anul 1994, Palau este una dintre cele mai mici și mai tinere țări. Palau este constituită din 16 state: Aimeliik, Airai, Angaur, Hatohobei, Kayangel, Koror, Melekeok, Ngaraard, Ngarchelong, Ngardmau, Ngaremlengui, Ngatpang, Ngchesar, Ngiwal, Peleliu și Sonsorol.
Palau este unul din cele mai mari puncte de atracție pentru scufundătorii din întreaga lume. Blue Corner, Turtle Cove și Drop Off sunt numai câteva dintre locurile renumite pentru scufundători.

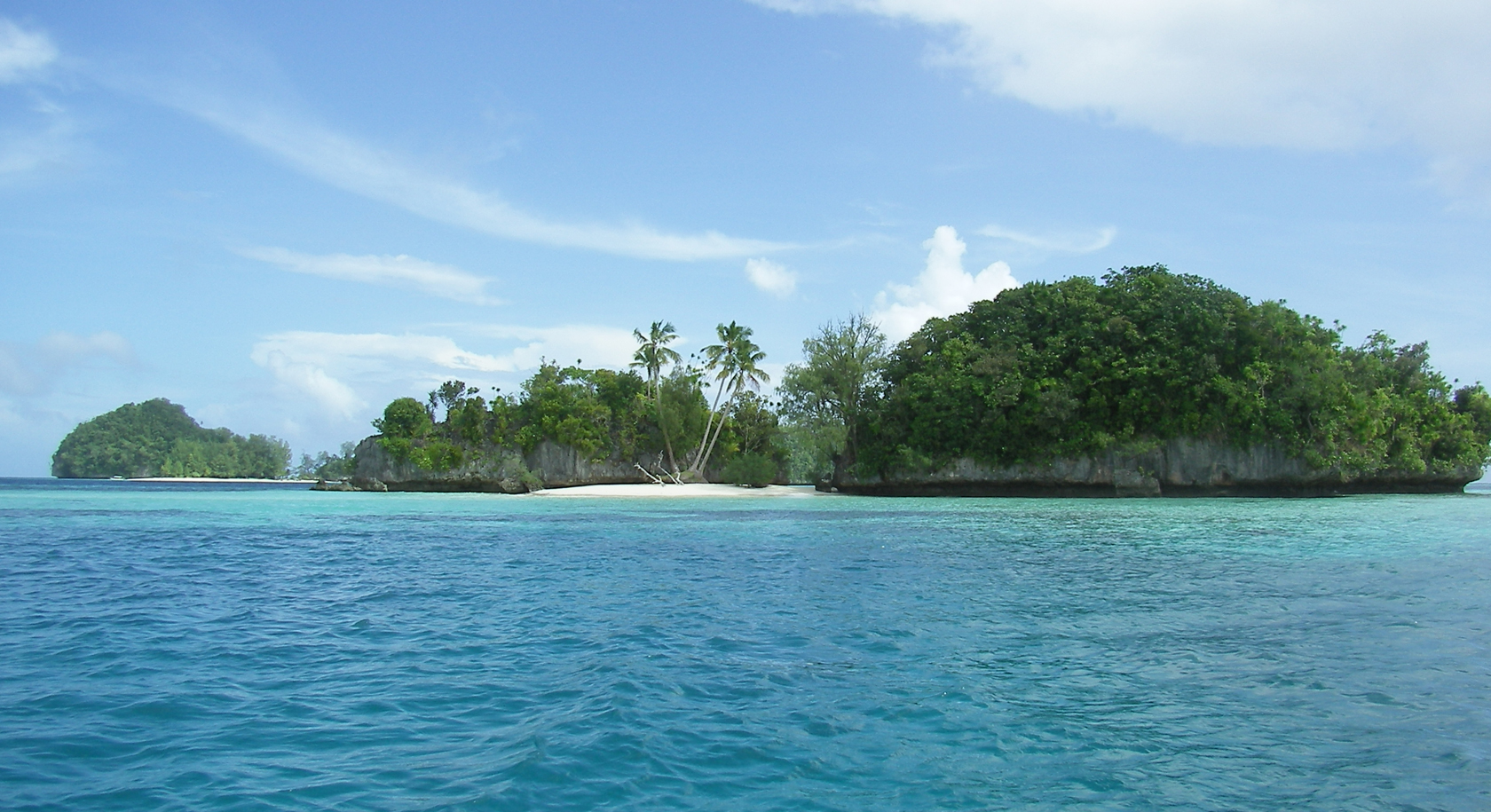
Rock Islands

## Istorie
Primii locuitori au sosit probabil din Indonezia și Insulele Filipine. Primul european care a vizitat aceste meleaguri a fost Fernando Magellan, în anul 1521. Dar britanicii au fost cei care au dominat comerțul până în anul 1885, când Papa Leon al XIII-lea a recunoscut revendicările Spaniei asupra Insulelor Caroline. Spania a controlat teritoriul până în 1899, când l-a vândut Germaniei. Germanii au introdus producția de nuci de cocos și mineritul de fosfați, și au ajutat la eradicarea epidemiilor de dizenterie și gripă, care reduseseră populația de la circa 40.000 la circa 4.000.
Japonia a ocupat teritoriul în 1914, dezvoltând industria mineritului, a pescuitului și agricultura. În 1938, a devenit un teritoriu militar închis. A fost locul unor lupte crâncene în timpul celui de-al Doilea Război Mondial.
La 18 iulie 1947, Consiliul de Tutelă al Națiunilor Unite a pus Teritoriul de tutelă al Insulelor Pacifice, inclusiv Palau, sub admninistrația SUA. Tutela a luat sfârșit la 1 octombrie 1994, când Acordul Liberii Asocieri cu Statele Unite al Americii (aprobat de către alegătorii palaueni) a intrat în vigoare, făcând ca Palau să devină o țară independentă, în asociație cu SUA. SUA răspunde de apărarea teritoriului și îi dă ajutor economic. În schimb, SUA are dreptul să aibă vase militare (inclusiv cu propulsie nucleară) în Palau timp de 50 de ani.

## Grupuri etnice și religia
Populația este formată dintr-un amestec de rase polineziene, malaeziene și melaneziene. Circa 65% din populație sunt creștini (49% dintre ei fiind romano-catolici), iar 8,8% sunt modekngei (religie autohtonă).

## Economia
Culturile principale sunt nucile de cocos, copra, cassava, cartofi dulci.
Industria principală este turismul.
Resurse naturale: păduri, minerale (în special aur), produse de mare.